# Богдан Велизаров
Богдан Петков Велизаров е български военен деец, полковник, участник в Първата световна война (1915 – 1918) и командир на 18-и пехотен етърски полк през Втората световна война (1941 – 1945).

## Биография
Богдан Велизаров е роден е на 24 април 1886 г. в Павликени. През 1916 година завършва Военното на Негово Величество училище на 5 октомври е произведен в чин подпоручик. Взема участие в Първата световна война (1915 – 1918) в редовете на 20-и пехотен добруджански полк.
През 1928 години с министерска заповед №175 е назначен за началник на подучастък в 19 граничен участък, а с МЗ №65 от 1931 година за командир на рота от 18-и пехотен етърски полк. От 1932 година е председател на Инициативния комитет за изграждане на паметник на „Загиналите за освобождението и падналите за България през войните 1912 – 1913 и 1915 – 1918“, което отнема 5 години и е осветен през 1937 година. Строителството на паметника също е под ръководството на Богдан Велизаров. През 1934 година поема командването на 2-ри смесен орляк, а по-късно същата година е началник на 12 пограничен участък.
От 1936 година майор Велизаров завежда подофицерския отдел в Пехотната школа и същата година е председател на комитета за построяване на параклиса (паметника) на 30-и пехотен шейновски полк на връх Курткале (днес Шейновец), чийто основи са положени на 18 октомври 1936, а е осветен на 31 август 1941 година. От следващата година до 1939 командва дружина от 18-и пехотен етърски полк. Непосредствено след това домакин на Пехотната школа, а от 1939 година е командир на пехотната рота в същата.
С височайша заповед на министъра на войната №92 от 26 октомври 1940 година подполковник Велизаров е назначен за командир 18-и пехотен етърски полк, на която длъжност е до 9 септември 1944 година, когато е уволнен от служба. В този период полковник Велизаров е и началник на търновския гарнизон. През 1945 е подсъдим на процеса на „Народния съд“ във Велико Търново.

## Военни звания
- Подпоручик (5 октомври 1916)
- Поручик (30 май 1918)
- Капитан (30 януари 1923)
- Майор (26 август 1934)
- Подполковник (6 май 1937)
- Полковник (6 май 1941)